# Mikosze-Osada
Mikosze-Osada – wieś w Polsce, położona w województwie warmińsko-mazurskim, w powiecie piskim, w gminie Orzysz.
Od 1 stycznia 2023 Mikosze-Osada są wsią, której nazwa została ustalona na mocy rozporządzenia z dnia 20 grudnia 2022.
Wcześniej funkcjonująca nazwa osady Mikosze, została zniesiona. Nazwa Mikosze jako miejscowość podstawowa z nadanym identyfikatorem SIMC 0763873 występuje w zestawieniach archiwalnych TERYT do 2008 roku.
W osadzie od 1945 r. funkcjonowało Państwowe gospodarstwo rolne.